# Jean-Baptiste Lourdet de Santerre
Pour les articles homonymes, voir Santerre (homonymie).
Jean-Baptiste Lourdet de Santerre, né en 1732 à Paris, où il est mort le 7 mars 1815, est un librettiste et dramaturge français.
Lourdet est auditeur à la chambre des comptes de Paris en 1759, puis conseiller du roi et maître ordinaire de cette même chambre, enfin conseiller du roi en l'hôtel de ville de Paris en 1766.

## Œuvres
- La Fausse Aventurière, opéra comique, livret de Lourdet de Santerre, musique de Jean-Louis Laruette, 1757
- La Fille mal gardée, ou le Pédant amoureux, comédie, livret de M. J. B. Favart et Lourdet de Santerre, musique d'Egidio Duni, 1758
- Le Docteur Sangrado, opéra comique, livret de Louis Anseaume et Lourdet de Santerre d'après « Gil Blas » de Lesage, musique de J.-L. Laruette, 1758
- L'Ivrogne corrigé ou le Mariage du diable, opéra comique, livret de Louis Anseaume et Lourdet de Santerre, musique de Jean-Louis Laruette, 1759
- L'Ivrogne corrigé, ou le Mariage du diable, opéra comique, livret de Louis Anseaume et Jean-Baptiste Lourdet de Santerre, musique de Gluck, 1760
- La Fête du château, divertissement, livret de Favart et Lourdet de Santerre, 1766
- Les Deux Compères, opéra comique, livret de Lourdet de Santerre, musique de Laruette, 1772
- Annette et Lubin, comédie en un acte en vers, mêlée d'ariettes et de vaudevilles, livret de Justine Favart et Lourdet de Santerre, musique d'Adolphe Benoît Blaise, 1762
- Le Savetier et le Financier, opéra comique, livret de Lourdet de Santerre d'après Jean de La Fontaine, musique de Henri-Joseph Rigel, 1778
- Annette et Lubin, comédie, livret de Favart et Lourdet de Santerre, musique de Jean-Paul Egide Martini, 1800
- La Double Épreuve, ou Colinette à la cour, comédie lyrique, livret de Jean-Baptiste Lourdet de Santerre d'après Charles-Simon Favart Ninette à la cour, musique de Grétry, 1782
- L'Embarras des richesses, comédie lyrique, livret de Lourdet de Santerre d'après Le savetier et le financier de Léonor Jean Christine Soulas d'Allainval, musique de Grétry, 1782